# Luigi Grosso
Luigi Grosso (Fossano, 8 luglio 1885 – Roma, 4 agosto 1960) è stato un generale italiano, che fu Comandante superiore del genio in Africa Settentrionale durante la seconda guerra mondiale. Insignito della Croce di Cavaliere dell'Ordine militare di Savoia e di Medaglia d'argento al valor militare.

## Biografia
Nacque a Fossano, provincia di Cuneo, l'8 luglio 1885, figlio di Agostino. Arruolatosi nel Regio Esercito frequentò la Regia Accademia Militare di Modena a partire dal 1º ottobre 1906, da cui uscì con il grado di sottotenente, destinato alla Scuola Applicazione Artiglieria e Genio di Torino. Promosso al grado di tenente il 16 agosto  1909, fu assegnato al 2º Reggimento Genio Zappatori. Il 16 aprile 1911 fu trasferito al Servizio del genio in Tripolitania, da dove rimpatriato il 5 maggio 1913 per entrare in servizio nl 5º Reggimento Genio Minatori in Torino.
L'8 gennaio 1914 fu nuovamente destinato in Libia, dove assunse il comando dell'8ª Compagnia Minatori «Cirene-Libica». Conservò questo incarico anche dopo la promozione a capitano, conseguita in data 14 gennaio 1915.
Il 2 maggio 1916 fu nominato Capo ufficio del Genio di Cirene-Libica incarico che conservò anche dopo la promozione a maggiore, conseguita il 20 luglio 1917. 
Rientrato in Italia il 4 marzo 1918, il 25 aprile successivo fu nominato comandante dell'8º Battaglione Zappatori mobilitato ed operante in zona di guerra.
Il 29 marzo 1919 fu destinato in Anatolia, quale comandante del Genio del Corpo di Spedizione e del 52º Battaglione Zappatori.  Nell'aprile 1920 comandava le truppe del genio  militare facenti parte del Corpo di Spedizione operante nel Mediterraneo orientale. 
Il 24 aprile 1922 rientrò in Patria in quanto destinato al Comando del genio del Corpo d'armata di Firenze, e il 10 febbraio 1924 fu trasferito alla Scuola Centrale del Genio, dove rimase anche dopo la promozione al grado di tenente colonnello avvenuta il 4 giugno 1926.
Promosso colonnello il 4 aprile 1932 assunse il comando del 2º Reggimento Radiotelegrafisti e successivamente, il 15 ottobre dello stesso anno, della Scuola Allievi Ufficiali di Complemento a Pavia.
Tra il 20 settembre 1934 e il 22 settembre 1935 fu comandante del 3º Reggimento Genio (Scuola) a Pavia e successivamente fu trasferito a Cagliari con le funzioni di Comandante del Genio del Corpo d'armata della Sardegna, di cui assunse definitivamente il comando dopo la promozione a Generale di brigata avvenuta  il 10 luglio 1937.
Il 1º dicembre dello stesso anno assunse il comando del genio del XX Corpo d'Armata, mantenendolo fino al 6 luglio 1940, quando fu collocato a disposizione del Corpo di S. M. del Regio Esercito per incarichi di mobilitazione, incarichi che continuò ad assolvere anche con il grado di Generale di divisione, dal luglio 1940 al 16 febbraio 1941. 
Divenuto Comandante superiore del genio del Comando Superiore delle Forze Armate in Africa Settentrionale, fece realizzare la cosiddetta "Strada dell'Asse", un'opera di notevole importanza per il collegamento e l'avanzata delle truppe italo-tedesche.
Tale strada fu usata dal Feldmaresciallo Erwin Rommel per l'avanzate in territorio controllato dal nemico.
Il 16 agosto 1942 lasciò l'incarico per assumere quello di Comandante Superiore del genio del Comando Superiore FF. AA. della Libia, ricoprendolo fino al 30 gennaio 1943.
Rimpatriato fu messo a disposizione del Ministero della Guerra fino al 16 marzo seguente, quando venne nominato comandante del genio dell'8ª Armata. Collocato definitivamente a riposo l'8 luglio 1945, si spense a Roma il 4 agosto 1960 e il suo corpo fu sepolto nel Cimitero del Verano.